# Dicaeum nitidum
El picaflores de las Luisiadas (Dicaeum nitidum) es una especie de ave paseriforme de la familia Dicaeidae endémica de las islas Luisiadas.

## Distribución y hábitat
Se encuentra únicamente en el archipiélago de las Luisiadas, perteneciente a Papúa Nueva Guinea. Su hábitat natural son los bosques húmedos tropicales.